# 美国达人 (第十二季)
2016年8月2日，《美国达人》第12季开始录制，并于2017年5月30日（星期二）在NBC开播。由霍伊-曼德尔，媚儿碧，海迪。克林和西蒙。高维尔作为评审。他们曾分别在其第八，五，第五和第二季当过评审。超级名模和女商人代表泰雅賓絲取代了尼克·卡农，尼克·卡农在美国达人赛季当了长达8季的主持人但之后却与NBC失和导致无法继续主持，因为尼克·卡农的离开使得泰雅賓絲成为了该节目的第一位女主持人。节目也将于2017年8月15日起在杜比剧院播出。
Dunkin Donuts连续三个季度赞助了该节目。 四名客座评审有 Chris Hardwick，DJ Khaled，Laverne Cox和Seal. 
在2017年2月13日，尼克·卡农宣布，他不会再继续担当第十二个赛季的主持人，因为他的离职导致各大网络都在谈论此新闻，尼克·卡农在最近的喜剧专辑“Stand Up，Do not Shoot”中发表了关于对NBC的贬低言论的内容。其实尼克·卡农与NBC之间的合同还没到期，但却因为与NBC失和导致因违反合同而被起诉。NBC的高层宣称不接受他的辞呈并且相信尼克·卡农会返回，但最终还是开始寻找一个新的主持人。
2017年3月12日，NBC在尼克·卡农离开之后宣布该节目将由泰雅賓絲为新主持人。

## 初步试镜
本赛季在芝加哥，奥斯汀，克利夫兰，杰克逊维尔，费城，拉斯维加斯，圣地亚哥，查尔斯顿，孟菲斯和洛杉矶进行了初步的公开电话试播。像往年一样，有潜力的参赛者也可以提交在线试镜。
在三月份，帕萨迪纳公民礼堂举行了的试镜。首播于2017年5月30日播出。